# Erthal

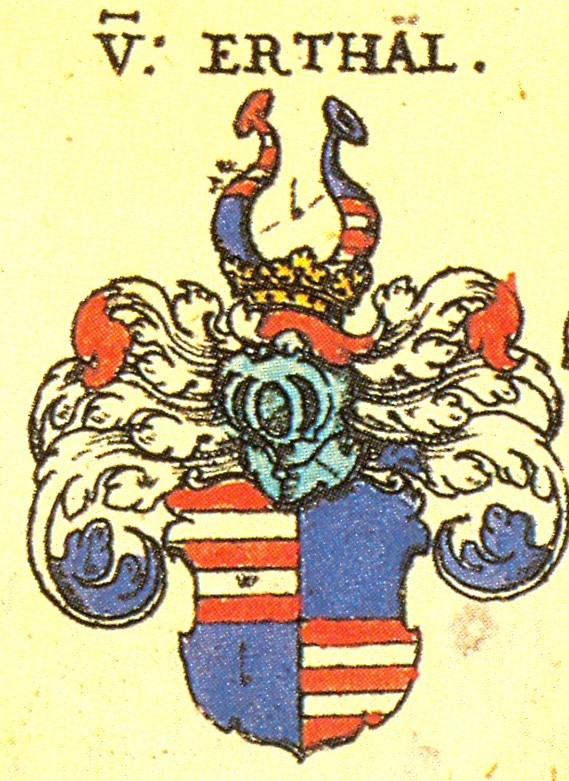
Lo stemma degli Erthal

Gli Erthal sono un'antica famiglia patrizia di Franconia, conosciuta fin dal XII secolo. Uno dei suoi primi membri che è ricordato è Heinrich von und zu Erthal (1170) che può essere ritenuto il capostipite. Il nipote Heinrich fu abate di Fulda (-1261), mentre la famiglia continua con l'altro nipote Conrad. Un discendente, Burchard, è signore di Schwarzenau e nel 1520 rappresenta i cavalieri franconi presso la corte imperiale. Il suo pronipote Johann Christoph (-1637) è membro del consiglio principesco di Wuerzburg e governatore di Hassfurt. Nel XVI secolo la famiglia si divide in due linee principali: quella di Fulda estintasi nel 1640 e quella francone che nel 1626 genera i rami cadetti di Leutzendorf (estinto nel 1764) e di Elfershausen.
Gli Elfershausen hanno la signoria omonima (Bad Kissingen nella Rhoen), Obererthal, Untererthal (Hammelburg), Hetzlos (Oberhulba) fino al 1806 e come tali sono membri del cantone equestre di Rhoen Werra, mentre per il possesso del castello di Gochsheim e di Schwarzenau dall'inizio del XVII secolo fanno parte anche del cantone di Steigerwald e dal 1560 al 1802 di quello di Baunach. Con parti di proprietà della signoria di Binzburg bei Hoberg di Howeier e Schutterwald, appartengono anche al distretto equestre di Ortenau e Alsazia del cantone di Neckar e Foresta Nera del circolo svevo. Col tempo ebbero anche il titolo di baroni.
Il barone Joseph Karl Friedrich von Erthal (1719-02), figlio del maresciallo dell'elettore di Magonza, Philipp Christoph von und zu Erthal (1689-89), diviene arcivescovo elettore di Magonza e ultimo Arcicancelliere dell'Impero. Nel 1805, con la morte del fratello, barone Lothar Franz Michael (1717-05), consigliere dell'elettore, gran cerimoniere e presidente del consiglio elettorale, la famiglia si estingue.

## Alcuni personaggi di spicco
- Franz Ludwig von Erthal (* 1730; † 1795), vescovo di Würzburg e vescovo di Bamberga
- Friedrich Karl Josef von Erthal (* 1719; † 1802), Principe-Arcivescovo di Magonza
- Georg Friedrich von Erthal (* 1565; † 1601)
- Heinrich IV von Erthal (* ~ 1200; † 1261?), Principe-Abate di Fulda
- Johann Christoph von Erthal († 1714), canonico di Bamberga
- Karl Friedrich Wilhelm von Erthal (* 1717; † 1780),canonico di Würzburg
- Lothar Franz von Erthal (* 1717; † 1805), luogotenente di Aschaffenburg
- Philipp Christoph von und zu Erthal (* 1689; † 1748), maresciallo maggiore di Magonza, edificatore di Palazzo Erthal

## La leggenda di Biancaneve
Karlheinz Bartels, farmacista tedesco, ipotizzò che la figura di Biancaneve fosse il risultato della trasposizione orale della storia di Maria Sophia Margaretha Catharina von Erthal, figlia di Philipp Christoph von und zu Erthal (1729-1796). Maria fu cacciata dal palazzo e si rifugiò nei boschi dove si trovavano diverse miniere. Morì di vaiolo poco dopo. L'avversione dei concittadini per la sua matrigna la fece esaltare come una santa. Il castello dei von Erthal è ancora oggi un'attrazione turistica.